# Municipio de Tambores
El municipio de Tambores es uno de los siete municipios del departamento de Paysandú, Uruguay. Tiene su sede en el sector sanducero de la localidad homónima.

## Ubicación
El municipio se encuentra localizado en la zona noreste del departamento de Paysandú.

## Creación
El municipio fue creado el 21 de marzo de 2013, tras haber sido aprobado por la Junta Departamental de Paysandú el Decreto Departamental N.º 6809/2013. La iniciativa fue expuesta por la Intendencia de Paysandú, sobre la base de las leyes 18567 y su modificativa 18644 de Descentralización Política y Participación Ciudadana, que permite la creación de municipios como un régimen de gobiernos locales. A este municipio corresponden los distritos electorales KHB, KHA, KEE y KEF del departamento de Paysandú.

## Territorio
De acuerdo al Decreto Departamental N.º 6809/2013, los límites para este municipio corresponden a los límites determinados para la antigua Junta Local de Tambores a través del Decreto Departamental N.º 4315/03.
Forman parte del municipio las siguientes localidades:
- Arbolito
- Piedra Sola
- Tambores (solo el sector correspondiente al departamento de Paysandú)

## Autoridades
Las autoridades del municipio son el alcalde y cuatro concejales.
Alcaldes según período:
| Nº | Alcalde                           | Partido             | Inicio del mandato      | Fin del mandato         | Observaciones     | Concejales                                                                         |
| -- | --------------------------------- | ------------------- | ----------------------- | ----------------------- | ----------------- | ---------------------------------------------------------------------------------- |
| 1  | Ricardo Juan Soares de Lima Sainz | Partido Nacional PN | 9 de julio de 2015      | 26 de noviembre de 2020 | Alcalde elegido   | Rubén Giménez (PN) Ramiro Díaz (PN) Pablo Díaz (PN) José Carlos Taddeo (FA)        |
| 2  | Ricardo Juan Soares de Lima Sainz | Partido Nacional PN | 27 de noviembre de 2020 | 2025                    | Alcalde reelegido | Daniel Giménez (PN) Ana María Silveira (PN) Ramiro Díaz (PN) Richard González (PN) |